# Sam Taylor-Johnson
Samantha „Sam“ Taylor-Johnson, přechýleně Taylor-Johnsonová (* 4. března 1967 Croydon jako Samantha Taylor-Wood) je anglická filmařka, fotografka a výtvarnice.

## Životopis
Narodila se 4. března 1967 v anglickém Croydonu. Své výtvarné fotografie začala vystavovat na počátku 90. let. Během spolupráce s Henry Bondem nazvané 26. října 1993 společně Henry Bond a Taylor-Wood zopakovali role Yoko Ono a Johna Lennona z aranžované portrétní fotografie Annie Leibovitzové, kterou tehdy v roce 1980 pořídila několik hodin před smrtí Johna Lennona. Je řazena ke generaci umělců známých jako Young British Artists (Mladí britští umělci).
Nejznámější je zřejmě její série nazvaná Plačící muži (Crying Men), která obsahuje mnoho herců ze světa smetánky Hollywoodu, takových jako jsou například Robin Williams, Sean Penn, Laurence Fishburne nebo Paul Newman. Jejím manželem je herec Aaron Taylor-Johnson.

## Filmová tvorba
V roce 2009 režírovala celovečerní film Nowhere Boy, který byl založený na zkušenosti z dětství se skladatelem a zpěvákem kapely The Beatles Johnem Lennonem. Mezi největší režisérské úspěchy Taylor-Johnsonové patří první díl filmového zpracování erotického bestselleru E. L. James Padesát odstínů šedi, který v roce 2015 vydělal na tržbách 571 milionů dolarů. Režisérka měla původně natáčet i další dvě pokračování. Kvůli neshodám s autorkou románů ale od práce odstoupila. Později podle svých slov litovala, že přistoupila na natáčení prvního filmu.

## Galerie

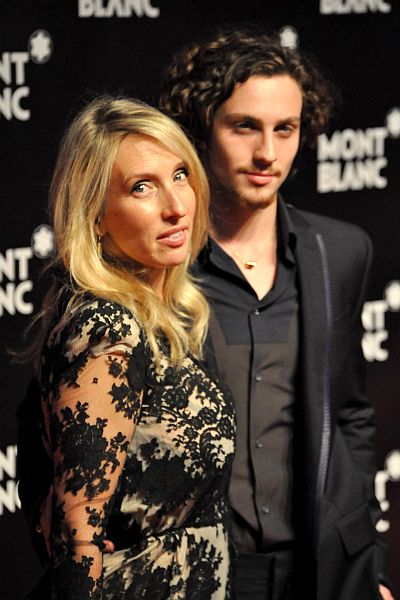
Taylor-Wood s Aaronem Johnsonem, 2010
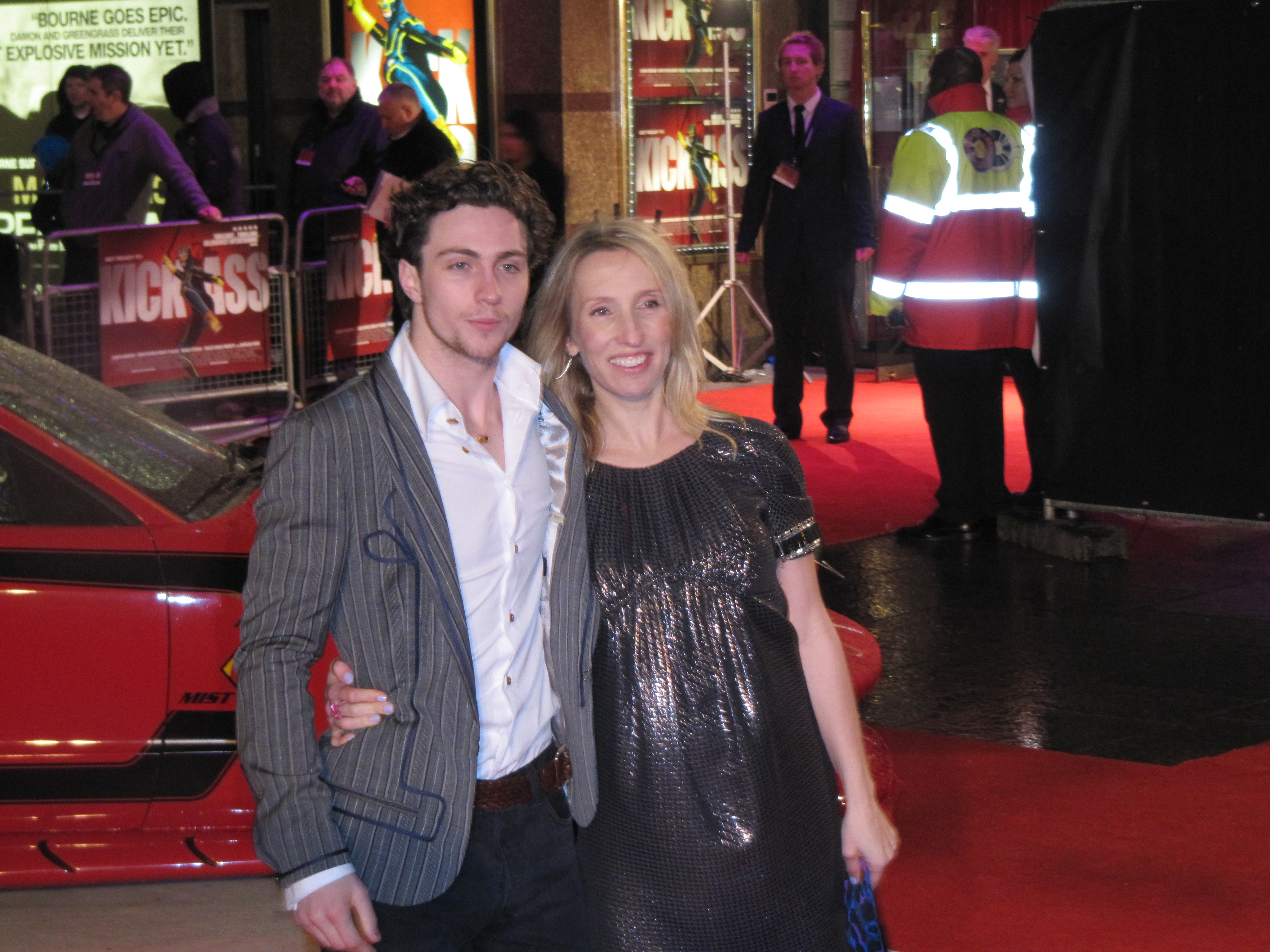
Aaron Johnson a Sam Taylor-Wood, 2010
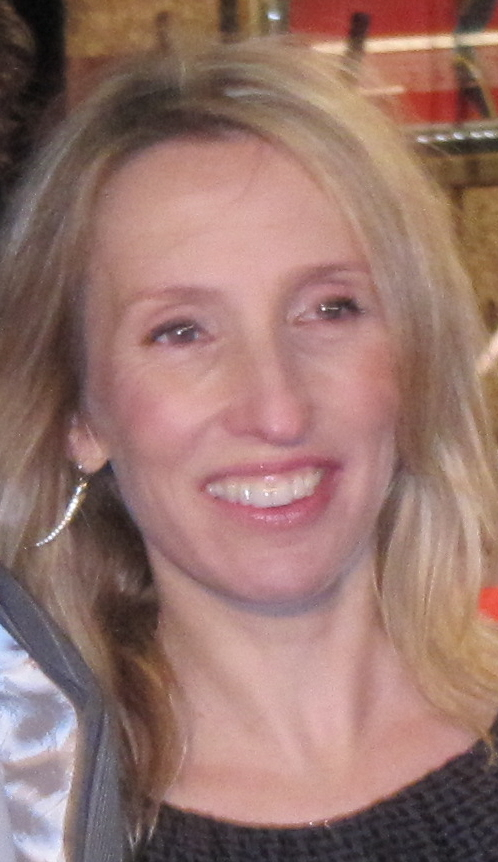
Sam Taylor-Wood v březnu 2010 (výřez předchozí fotografie)